# Akiachak
Akiachak is een plaats (census-designated place) in de Amerikaanse staat Alaska, en valt bestuurlijk gezien onder Bethel Census Area.

## Demografie
Bij de volkstelling in 2000 werd het aantal inwoners vastgesteld op 585.

## Geografie
Volgens het United States Census Bureau beslaat de plaats een oppervlakte van
17,5 km², geheel bestaande uit land.

## Plaatsen in de nabije omgeving
De onderstaande figuur toont de plaatsen in een straal van 40 km rond Akiachak.